# 亨利·洛沃
亨利·洛沃（法語：Henri Lauvaux，法語發音：[ɑ̃ʁi lovo]；1900年10月9日—1970年7月19日），法国男子田径运动员。他曾代表法国参加1924年和1928年夏季奥林匹克运动会田径比赛，其中1924年奥运会获得一枚铜牌。